# Бжезняк (Великопольське воєводство)
Бжезняк (пол. Brzeźniak) — село в Польщі, у гміні Ґоліна Конінського повіту Великопольського воєводства.
Населення — 313 осіб (2011).
У 1975-1998 роках село належало до Конінського воєводства.

## Демографія
Демографічна структура станом на 31 березня 2011 року:
|          | Загалом | Допрацездатний вік | Працездатний вік | Постпрацездатний вік |
| -------- | ------- | ------------------ | ---------------- | -------------------- |
| Чоловіки | 166     | 44                 | 110              | 12                   |
| Жінки    | 147     | 43                 | 79               | 25                   |
| Разом    | 313     | 87                 | 189              | 37                   |